# Okręg Rorschach
Rorschach (niem. Wahlkreis Rorschach) – okręg w Szwajcarii, w kantonie St. Gallen.  
Okręg składa się z dziewięciu gmin (Gemeinde) o powierzchni 50,45 km² i o liczbie mieszkańców 44 146.

## Gminy
1. Berg
2. Goldach
3. Mörschwil
4. Rorschach
5. Rorschacherberg
6. Steinach
7. Thal
8. Tübach
9. Untereggen